# 青平镇 (廉江市)
青平镇，是中华人民共和国广东省湛江市廉江市下辖的一个乡镇级行政单位。

## 行政区划
青平镇下辖以下地区：
青平社区、横桠冲村、青山村、花平水村、窝甫村、息安村、新楼村、多别村、香山村、鲫鱼湖村、横坑村、沙铲村、石圭坡村、红莩村、飘竹村、铺岭村、六旺村、木高山村、那毛角村、金屋地村、大路湾村、上冲村和新开路村。